# 넥스틀랄판

넥스틀랄판

넥스틀랄판(스페인어: Nextlalpan)은 멕시코 멕시코주에 위치한 도시로 면적은 42.49km2, 인구는 22,507명(2005년 기준)이다.

시 문장